# Ékistique
Le terme ékistique, introduit par Constantinos Doxiadis en 1942, se réfère à l'étude des établissements humains. 

## Étymologie
On pourrait ainsi regrouper sous ce terme l'urbanisme, l'architecture, la sociologie urbaine, etc.

## Portée
Doxiadis proposa l'ékistique en tant que science des implantations humaines et exposa son champ d'application, ses objectifs, son cadre intellectuel et sa pertinence. L'une des principales motivations guidant le développement de cette science est l'émergence d'implantations humaines de taille et de complexité croissantes, tendant vers des conurbations régionales. Doxiadis crée et développe alors le concept de ville-monde qu'il nomme Ecumenopolis.
Cependant, l'ékistique a pour but d'étudier les habitations humaines à toutes les échelles et cherche à se construire aussi à partir du vécu archéologique et historique en n'observant pas seulement les grandes villes, mais autant que possible, à toutes les formes existantes, historiques, et potentielles des implantations humaines.